# Hạ Quân Khoa
Hạ Quân Khoa (tiếng Trung giản thể: 贺军科, bính âm Hán ngữ: Hè Jūn Kē, sinh tháng 2 năm 1969, người Hán) là chuyên gia hàng không vũ trụ, chính trị gia nước Cộng hòa Nhân dân Trung Hoa. Ông là Ủy viên Ủy ban Trung ương Đảng Cộng sản Trung Quốc khóa XX,  Ủy viên dự khuyết khóa XIX, hiện là Bí thư thứ nhất Trung ương Đoàn Thanh niên Cộng sản Trung Quốc, kiêm Chủ nhiệm Đội Thiếu niên Tiên phong Trung Quốc. Ông nguyên là Bí thư Ban Bí thư rồi Bí thư thường vụ Trung ương Đoàn; Phó Chủ tịch rồi Chủ tịch Hội Liên hiệp Thanh niên toàn quốc Trung Hoa.
Hạ Quân Khoa là đảng viên Đảng Cộng sản Trung Quốc, học vị Cử nhân Động cơ tên lửa nhiên liệu lỏng, Thạc sĩ Kỹ thuật hàng không, học hàm Nhà nghiên cứu cấp Giáo sư ngành Hàng không vũ trụ. Ông có sự nghiệp nghiên cứu chế tạo trong ngành hàng không vũ trụ trước khi bước sang chính trường và lãnh đạo thanh niên Trung Quốc.

## Xuất thân và giáo dục
Hạ Quân Khoa sinh tháng 2 năm 1969 tại huyện Phượng Tường, nay là quận Phượng Tường, thuộc địa cấp thị Bảo Kê, tỉnh Thiểm Tây, Cộng hòa Nhân dân Trung Hoa. Ông lớn lên và tốt nghiệp phổ thông ở Phượng Tường, sau đó trúng tuyển Đại học Công nghệ Quốc phòng Trung Quốc vào tháng 9 năm 1987, nhập học Khoa Công nghệ hàng không vũ trụ ở thủ phủ Trường Sa, tỉnh Hồ Nam, rồi tốt nghiệp Cử nhân chuyên ngành Động cơ tên lửa nhiên liệu lỏng vào tháng 7 năm 1991. Tháng 9 năm 2000, ông theo học cao học tại Trường Du hành vũ trụ, Đại học Hàng không vũ trụ Bắc Kinh, nhận bằng Thạc sĩ Kỹ thuật hàng không vào tháng 12 năm 2003. Trong sự nghiệp của mình, ông tham gia nhiều chương trình nghiên cứu khoa học tương ứng với những vị trí công việc mà ông đảm nhiệm, được phong hàm Nhà nghiên cứu (研究员) cấp Giáo sư ngành Hàng không vũ trụ. Ông được kết nạp Đảng Cộng sản Trung Quốc vào tháng 6 năm 1995.

## Sự nghiệp

### Hàng không vũ trụ
Tháng 7 năm 1991, sau khi tốt nghiệp đại học, Hạ Quân Khoa bắt đầu sự nghiệp khi được nhận vào làm Trợ lý viên Phòng Kế hoạch của Bộ Chỉ huy Nội Mông, Viện thứ tư (四院) của Bộ Công nghiệp Hàng không vũ trụ Trung Quốc. Năm 1993, Bộ Công nghiệp Hàng không vũ trụ tách một số đơn vị và thành lập Tổng công ty Công nghiệp Hàng không Trung Quốc (tiền thân của AVIC), ông tiếp tục công tác ở Bộ Chỉ huy Nội Mông thuộc bộ, sau đó đơn vị được chuyển sang thuộc tổng công ty, và ông nhậm chức Phó Trưởng phòng Kế hoạch của Bộ Chỉ huy Nội Mông từ tháng 9 năm 1996, và là Trưởng phòng Kế hoạch sản xuất vào tháng 9 năm 1998. Tháng 7 năm 1999, tổng công ty tách thành Tập đoàn Máy móc hàng không vũ trụ (nay là COSIC) và Tập đoàn Công nghệ hàng không vũ trụ (nay là CASC), ông chuyển sang COSIC làm Trợ lý Viện trưởng Viện nghiên cứu thứ sáu của doanh nghiệp, nay đổi thành Công ty cơ giới hóa học Hà Tây Trung Quốc. Tháng 1 năm 2001, Hạ Quân Khoa được bổ nhiệm làm Bí thư Đảng ủy, Sở trưởng Sở 41 của Viện nghiên cứu thứ sáu COSIC, cấp chính cục, và là Phó Bí thư Đảng ủy, Viện trưởng Viện VI COSIC từ tháng 6 năm 2002.

### Thanh niên Trung Quốc
Tháng 12 năm 2005, tại kỳ họp thứ tư của Ban chấp hành Trung ương Đoàn Thanh niên Cộng sản Trung Quốc khóa XV, Hạ Quân Khoa được giới thiệu và bầu bổ sung làm Bí thư Ban Bí thư Trung ương Đoàn, sau đó tiếp tục tái đắc cử Trung ương Đoàn khóa XVI (2008–13), XVII (2013–18), XVIII (2018–23). Tháng 2 năm 2009, ông được bầu kiêm nhiệm làm Phó Chủ tịch Hội Liên hiệp Thanh niên toàn quốc Trung Hoa (中华全国青年联合会), sau đó đảm nhiệm làm Bí thư thường vụ Ban Bí thư Trung ương Đoàn, Chủ tịch Hội Liên hiệp Thanh niên từ tháng 9 năm 2013. Tháng 10 năm 2017, ông tham gia đại hội đại biểu toàn quốc, được bầu làm Ủy viên dự khuyết Ủy ban Trung ương Đảng Cộng sản Trung Quốc khóa XIX tại Đại hội Đảng Cộng sản Trung Quốc lần thứ 19. Ngày 29 tháng 6 năm 2018, tại Đại hội Đại biểu Toàn quốc lần thứ 18 Đoàn Thanh niên Cộng sản Trung Quốc, Hạ Quân Khoa được bầu làm Bí thư thứ nhất Ban Bí thư Trung ương Đoàn, và kiêm nhiệm làm Chủ nhiệm Đội Thiếu niên Tiên phong Trung Quốc từ tháng 7 năm 2021. Cuối năm 2022, ông tham gia Đại hội Đảng Cộng sản Trung Quốc lần thứ XX từ đoàn đại biểu khối cơ quan trung ương Đảng và Nhà nước. Trong quá trình bầu cử tại đại hội, ông được bầu là Ủy viên Ủy ban Trung ương Đảng Cộng sản Trung Quốc khóa XX.